# Saint-Sauveur-Lalande
Saint-Sauveur-Lalande is een gemeente in het Franse departement Dordogne (regio Nouvelle-Aquitaine) en telt 118 inwoners (2005). De plaats maakt deel uit van het arrondissement Périgueux.

## Geografie
De oppervlakte van Saint-Sauveur-Lalande bedraagt 9,2 km², de bevolkingsdichtheid is 12,8 inwoners per km².
De onderstaande kaart toont de ligging van Saint-Sauveur-Lalande met de belangrijkste infrastructuur en aangrenzende gemeenten.

## Demografie
Onderstaande figuur toont het verloop van het inwonertal (bron: INSEE-tellingen).